# Спорт в Науру

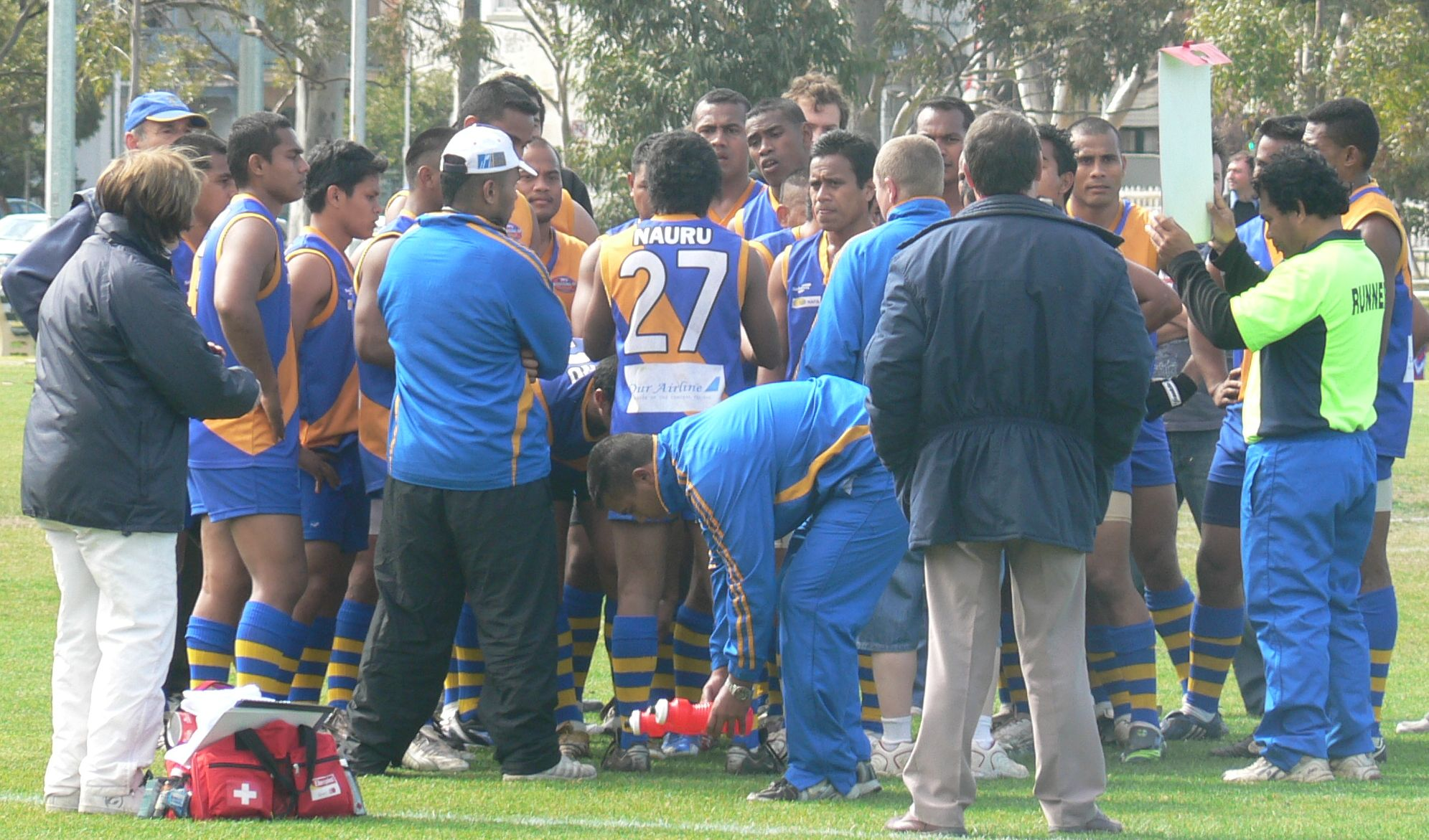
Национальная команда Науру по австралийскому футболу (2008)

Спорт на острове  Науру — один из наиболее востребованных и популярных видов деятельности граждан Науру. Спортом занимаются как профессионально, так и любительски, в свободное время.

## Тяжёлая атлетика
Тяжёлая атлетика является самым востребованным видом спорта острова Науру. Со стороны правительства именно тяжелоатлетам уделяется большое внимание.
На международных соревнованиях, таких как Игры Содружества, Тихоокеанские игры тяжелоатлеты выступают более успешно, чем спортсмены в других видах спорта, выигрывают медали и занимают лидирующие позиции в общекомандных зачётах. На Олимпийских играх до 2012 года все спортсмены, представлявшие Науру, были только тяжелоатлеты, но зайти на пьедестал им не удавалось.

## Футбол

Логотип Nauru A.S.A.

Футбол на острове Науру считается любительской игрой. Есть и своя национальная сборная по футболу, однако она до сих пор не признана ни ФИФА, ни Конфедерацией футбола Океании из-за отсутствия в стране профессиональных игроков и крупных стадионов. Цвет формы игроков — синий с жёлтой поперечной полосой.
За футбол отвечает Ассоциация любительского футбола Науру, созданная в 1994 году. Тогда же, 2 октября, и была сыграна единственная игра сборной Науру по футболу с командой Соломоновых островов. Соперники считались явным фаворитом, но науруанцы победили со счётом 2:1. Это была сенсационная победа для футбольной команды.
Как ни странно, но науруанская футбольная команда считается единственной командой, которая в своём активе (единственная игра) не имеет поражений.
Футбол не является популярной игрой науруанцев, так как национальной игрой здесь считается футбол по австралийским правилам.

## Другие виды спорта
На острове Науру очень популярны тяжёлая атлетика, софтбол, баскетбол и теннис. Наибольшее внимание со стороны правительства страны уделяется тяжёлой атлетике. Именно в этой дисциплине Науру достигла наибольшего успеха на международных соревнованиях. Новыми видами спорта считаются плавание и парусный спорт.
В стране имеются множестве ассоциаций и федераций, каждая из которых отвечает за тот или иной вид спорта:
- Nauru Wrestling Association — Ассоциация науруанской борьбы
- Nauru Golf Association — Ассоциация науруанского гольфа
- Nauru Swimming Association — Ассоциация науруанского плавания
- Nauru TaeKwondo Association — Ассоциация науруанского тхэквондо
- Nauru Powerlifting Association — Ассоциация науруанского пауэрлифтинга
- Nauru Cycling Association — Ассоциация науруанского велосипедного спорта
- Nauru Softball Association — Ассоциация науруанского софтбола
- Nauru Judo Association — Ассоциация науруанского дзюдо
- Nauru Volleyball Association — Ассоциация науруанского волейбола
- Nauru Weightlifting Federation — Федерация тяжелой атлетики Науру
- Nauru Badminton Association — Ассоциация науруанского бадминтона
- Nauru TableTennis Federation — Федерация настольного тенниса Науру
- Nauru Island Basketball Association — Ассоциация островного баскетбола Науру
- Nauru Boxing Federation — Федерация науруанского бокса

## Стадионы

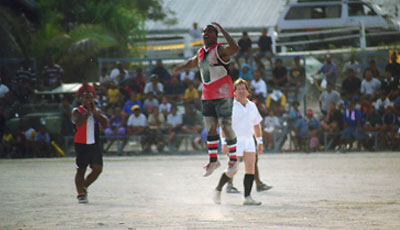
Матч 1999 года по австралийскому футболу на стадионе «Линкбелт Овал»

В стране отсутствуют крупные стадионы, подходящие для международных соревнований, однако имеется несколько спортивных площадок и футбольных полей:
| № | Название (англ.) | Название (рус.)      | Вместимость | Расположение |
| - | ---------------- | -------------------- | ----------- | ------------ |
| 1 | Aida Oval        | Аида Овал            |             |              |
| 2 | Denig Stadium    | Стадион Дениг        | 1000        | Денигомоду   |
| 3 | Linkbelt Oval    | Линкбелт Овал        | 3000        | Айво         |
| 4 | Menen Stadium    | Стадион Менен        | 3500        | Мененг       |
| 5 | National Stadium | Национальный стадион |             | Ярен         |

## Науру на Олимпийских играх
Сборная команда Науру принимала участие во всех летних Олимпийских играх, начиная с игр в Атланте (1996).
Науру известна своими тяжелоатлетами, и до игр в Лондоне все семеро олимпийцев из Науру, среди которых были две женщины, принимали участие только в соревнованиях по тяжёлой атлетике. Самые крупные делегации представляли страну на Олимпийских играх 1996 и 2004 годов (по 3 человека).
Национальный олимпийский комитет Науру был основан в 1991 году, и в том же году начались переговоры с Международным Олимпийским Комитетом о его признании. В мае 1994 НОК Науру подал заявку на вступление в МОК, и в сентябре того же года заявка была удовлетворена. Науру стало самым маленьким государством — членом Международного Олимпийского комитета.
В зимних Олимпийских играх Науру участия не принимала.
Спортсмены этой страны никогда не завоёвывали олимпийских медалей. Наивысший результат на Играх показал Юкио Петер, занявший восьмое место среди легковесов на играх 2004 года.

### Статистика
| Науру на Олимпийских играх | Науру на Олимпийских играх | Науру на Олимпийских играх | Науру на Олимпийских играх | Науру на Олимпийских играх | Науру на Олимпийских играх |
| Год                        | Число атлетов              | Золото                     | Серебро                    | Бронза                     | Всего                      |
| -------------------------- | -------------------------- | -------------------------- | -------------------------- | -------------------------- | -------------------------- |
| 1996                       | 3                          | 0                          | 0                          | 0                          | 0                          |
| 2000                       | 2                          | 0                          | 0                          | 0                          | 0                          |
| 2004                       | 3                          | 0                          | 0                          | 0                          | 0                          |
| 2008                       | 1                          | 0                          | 0                          | 0                          | 0                          |
| 2012                       | 2                          | 0                          | 0                          | 0                          | 0                          |

### Атлеты на Олимпийских играх
- Тяжелая атлетика

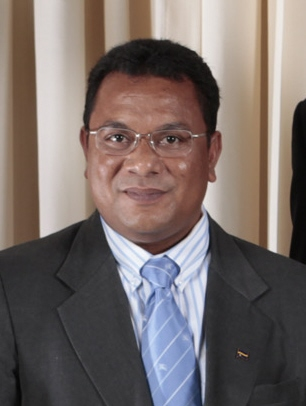
Первый науруанский спортсмен на Олимпиаде — Маркус Стивен

  - Маркус Стивен — 1996, 2000 (первый олимпиец Науру)
  - Куинси Детенамо — 1996
  - Джерард Гарабван — 1996
  - Шеба Пео — 2000 (первая женщина от Науру)
  - Рианна Соломон — 2004
  - Итте Детенамо — 2004, 2008, 2012
  - Юкио Питер — 2004
- Дзюдо
  - След Довабобо — 2012

## Науру на Юношеских Олимпийских играх
Науру участвовала в первых летних юношеских Олимпийских играх 2010. Страну представляли 4 молодых спортсмена в трёх видах спорта: лёгкая атлетика, бокс и тяжёлая атлетика.
Боксёр в весовой категории до 51 кг Джей Мааки завоевал первую олимпийскую медаль для Науру — серебряную. Это был огромный успех для науруанцев.
| Науру на Юношеских Олимпийских играх | Науру на Юношеских Олимпийских играх | Науру на Юношеских Олимпийских играх | Науру на Юношеских Олимпийских играх | Науру на Юношеских Олимпийских играх | Науру на Юношеских Олимпийских играх |
| Год                                  | Число атлетов                        | Золото                               | Серебро                              | Бронза                               | Всего                                |
| ------------------------------------ | ------------------------------------ | ------------------------------------ | ------------------------------------ | ------------------------------------ | ------------------------------------ |
| 2010                                 | 4                                    | 0                                    | 1                                    | 0                                    | 1                                    |

## Науру на Играх Содружества
Игры Содружества (англ. Commonwealth Games) — международные комплексные спортивные соревнования стран Содружества наций, проводящиеся раз в четыре года.
Науру, как одна из стран Содружества наций, участвует в этих играх более успешно, чем на Олимпийских играх. Науруанцы выступают во всех играх, начиная с 1990 года. На сегодняшний день копилка медалей с Играх Содружества состоит из 28 медалей, причём 10 из них — золотые.
|       | Gold | Silver | Bronze | Всего |
| ----- | ---- | ------ | ------ | ----- |
| 1990  | 1    | 2      | 0      | 3     |
| 1994  | 3    | 0      | 0      | 3     |
| 1998  | 3    | 0      | 0      | 3     |
| 2002  | 2    | 5      | 8      | 15    |
| 2006  | 0    | 1      | 1      | 2     |
| 2010  | 1    | 1      | 0      | 2     |
| Всего | 10   | 9      | 9      | 28    |

### Юношеские игры Содружества
Науру участвует во всех играх Содружества для юниоров, начиная с их основания (2000 год).
|       | Gold | Silver | Bronze | Всего |
| ----- | ---- | ------ | ------ | ----- |
| 2000  | 17   | 1      | 0      | 18    |
| 2004  | 2    | 1      | 0      | 3     |
| 2008  | 0    | 0      | 1      | 1     |
| 2011  | 0    | 0      | 0      | 0     |
| Всего | 19   | 2      | 1      | 22    |

## Науру на Тихоокеанских играх

Логотип Тихоокеанских игр

Тихоокеанские игры (англ. Pacific Games) — региональные комплексные спортивные соревнования среди атлетов Океании.
Тихоокеанские игры приносят спортсменам из Науру наибольшие успехи. В общекомандном зачёте по всем медалям с игр Науру занимает 6 место.
Страна принимает участие во всех игр, начиная с самых первых в 1963 году, кроме игр 1979, 1983, 1987 и 1995 годов.
| Науру на Тихоокеанских играх | Науру на Тихоокеанских играх | Науру на Тихоокеанских играх | Науру на Тихоокеанских играх | Науру на Тихоокеанских играх | Науру на Тихоокеанских играх |
| Год                          | Золото                       | Серебро                      | Бронза                       | Всего                        |                              |
| ---------------------------- | ---------------------------- | ---------------------------- | ---------------------------- | ---------------------------- | ---------------------------- |
| 1963                         | 0                            | 0                            | 0                            | 0                            |                              |
| 1966                         | 4                            | 2                            | 0                            | 6                            |                              |
| 1969                         | 1                            | 2                            | 4                            | 7                            |                              |
| 1971                         | 0                            | 0                            | 0                            | 0                            |                              |
| 1975                         | 0                            | 0                            | 0                            | 0                            |                              |
| 1991                         | 3                            | 0                            | 5                            | 8                            |                              |
| 1999                         | 27                           | 8                            | 7                            | 42                           |                              |
| 2003                         | 24                           | 20                           | 2                            | 46                           |                              |
| 2007                         | 15                           | 9                            | 12                           | 36                           |                              |
| 2011                         | 8                            | 10                           | 10                           | 28                           |                              |
| Всего                        | 82                           | 51                           | 40                           | 173                          |                              |

Огромный успех для Науру пришелся на играх 1999 года в Аганье, когда после не участия в 1995 году, спортсмены завоевали 27 золотых медалей и заняли третье общекомандное место.

### Тихоокеанские мини-игры
С 1981 года проводятся также Тихоокеанские мини-игры с периодичностью раз в четыре года. Программа включает в себя меньшее количество видов спорта. Науру участвует во всех играх, начиная с 1985 года.
| Науру на Тихоокеанских мини-играх | Науру на Тихоокеанских мини-играх | Науру на Тихоокеанских мини-играх | Науру на Тихоокеанских мини-играх | Науру на Тихоокеанских мини-играх | Науру на Тихоокеанских мини-играх |
| Год                               | Золото                            | Серебро                           | Бронза                            | Всего                             |                                   |
| --------------------------------- | --------------------------------- | --------------------------------- | --------------------------------- | --------------------------------- | --------------------------------- |
| 1985                              | 0                                 | 0                                 | 0                                 | 0                                 |                                   |
| 1989                              | 3                                 | 0                                 | 0                                 | 3                                 |                                   |
| 1993                              | 0                                 | 0                                 | 0                                 | 0                                 |                                   |
| 1997                              | 33                                | 10                                | 12                                | 55                                |                                   |
| 2001                              | 0                                 | 0                                 | 0                                 | 0                                 |                                   |
| 2005                              | 18                                | 0                                 | 0                                 | 18                                |                                   |
| 2009                              | 8                                 | 4                                 | 0                                 | 12                                |                                   |
| Всего                             | 62                                | 14                                | 12                                | 88                                |                                   |

Огромный успех для Науру пришелся на играх 1997 года, когда спортсмены завоевали 33 золотые медали и заняли первое общекомандное место.

## Знаменитые спортсмены Науру
- Маркус Стивен — тяжелоатлет
- Лоренс Стивен — тяжелоатлет
- Итте Детенамо — тяжелоатлет
- Юкио Питер — тяжелоатлет
- Реанна Соломон — тяжелоатлетка
- Куинси Детенамо — тяжелоатлет
- Ангелита Детудамо — тениссистка
- Джезза Уепа — пауэрлифтер

## Интересные факты
- Маркус Стивен — знаменитый науруанский тяжелоатлет, принесший для своей страны много побед с международных соревнований, в 2007 году стал президентом Науру.
- Науру участвует на Олимпийских играх 1996 года, Однако, игры 1996 года не были первыми, в которых приняли участие спортсмены Науру. Тяжелоатлет Маркус Стивен, сенсационно победив на Играх Содружества в 1990 году, подал прошение о гражданстве Самоа, чтобы участвовать в барселонской Олимпиаде.